# Амвросій (Ключарев)
Архієпископ Амвросій (в миру — Ключарев Олексій Йосипович, 17 березня 1820, Александров, Російська імперія — 3 вересня 1901, Харків) — єпископ Російської Православної Церкви; з 22 вересня 1882 року Харківський і Охтирський, богослов.

## Біографія
Народився в місті Александров Володимирської губернії, в родині священика. Навчався в Віфанській семінарії і в Московській духовній академії, яку закінчив в 1844 році зі ступенем кандидата богослов'я. Під час навчання на його розвиток вплинули професор філософії протоієрей Ф. А. Голубинський, а також святителі Філарет та Інокентій (Веніамінов) Московські. В 1845 році отримав ступінь магістра богослов'я. Деякий час викладав логіку, психологію та латину в Віфанській семінарії. 17 листопада 1848 був висвячений в сан священика, служив у різних храмах, його проповіді користувалися популярністю у парафіян, і навіть друкувалися в «Московських Відомостях».
В 1860 році померла його дружина, в цьому ж році він заснував свій журнал «Душекорисні читання». 4 березня 1864 став протоієреєм. У цей час він зблизився з митрополитом Інокентієм, який високо цінував його обдарування, і залучав до місіонерської діяльності. За наполяганням митрополита Інокентія протоієрей Ключарев 7 листопада 1877 року постригся в ченці з ім'ям Амвросія, 8 листопада висвячений в сан архімандрита, а 15 січня 1878 року хіротонізований у єпископа Можайського, другого вікарія Московської митрополії. У квітні він був призначений вікарієм Дмитровським.
22 вересня 1882 року його призначили єпископом Харківським і Охтирським. З 20 березня 1886 року — архієпископ. Під час свого служіння в Харківській єпархії архієпископ Арсеній ввів єдинообразний церковний наспів, відновив Казанський Високочиновський чоловічий монастир та Богодухівський Свято-Троїцький жіночий монастир. Відкрив 62 парафії, заснував чимало освітніх та благодійних закладів, а також місіонерський раду для боротьби з сектантством. У 1884 році перетворив «Харківські єпархіальні відомості» в двотижневий журнал «Віра і розум».
За життя проповіді архієпископа Амвросія друкувалися в різних виданнях, крім того були видані дві збірки його проповідей. За відгуками сучасників, він був одним з найбільш натхненних російських проповідників. Торкався у своїх проповідях теми сектантства і моральності, призначення людини і християнських понять, взаємодії церкви і державної влади.
Був нагороджений діамантовим хрестом для носіння на клобуку.
3 вересня 1901 архієпископ Амвросій помер на архієрейській дачі неподалік від Харкова.